# Purpurfärgen
Purpurfärgen (originaltitel: The Color Purple) är en amerikansk dramafilm från 1985, i regi av Steven Spielberg. Filmen är baserad på boken med samma namn av Alice Walker, och i den kvinnliga huvudrollen "Celie" syns Whoopi Goldberg.

## Handling
I det tidiga 1900-talets landsbygd i Hartwell, Georgia, är Celie Harris en afroamerikansk tonårsflicka som har fått två barn, bortförda av sin sexuellt våldsamma pappa. Pappan  ger bort henne som hustru till Albert "Mister" Johnson, en änkeman, som från början ville gifta sig med Celies vackrare, yngre syster. Även Mister misshandlar henne och hans barn behandlar henne illa. Celies kärleksfulla lillasyster, Nettie, flyr från pappan då han förgriper sig på henne och söker skydd hos Celie. Systrarna lovar att skriva till varandra om de blir separerade. Mister försöker förgripa sig på Nettie, och han sparkar ut henne efter att hon gjort motstånd.
Senare, år 1916, har Celie resignerat från övergrepp. Misters son Harpo gifter sig med Sofia och Celie blir chockad när hon ser att hon driver ett matriarkaliskt hushåll. Harpo försöker övermanna och slå Sofia, men han misslyckas. Celie råder Harpo att slå Sofia. Sofia hämnas och konfronterar Celie och avslöjar hennes långa historia av övergrepp. Hon hotar att döda Harpo om han slår henne igen och säger åt Celie att göra likadant mot Mister. Efter att Harpo misslyckats med att förändras efter år av kontinuerliga övergrepp mellan dem, lämnar Sofia gården och tar med deras barn.
Mister och Harpo tar hem Misters gamla älskarinna Shug Avery, en showgirl som är sjuk. Celie, som sakta har utvecklat en tillgivenhet för Shug genom ett fotografi som skickats till Mister, är vördnadsfull för Shugs starka vilja. Hon vårdar Shug så hon blir frisk, och Shug, i sin tur, tycker om henne, skriver och framför en låt om henne på Harpos nyöppnade ”juke joint” (en lönnkrog i skogen). Shug berättar för Celie att hon flyttar till Memphis, och Celie anförtror Shug att Mister slår henne. Shug säger till Celie att hon är vacker och att hon älskar henne, och de kysser varandara. Celie packar sina saker för att följa med Shug till Memphis men hålls fast av Mister.
Samtidigt har Sofia fängslats för att hon har slagit stadens borgmästare efter att han har slagit henne för att hon svurit åt hans fru. Åren går och hon, nu ett skal av sitt forna jag, släpps från fängelset – bara för att omedelbart beordras av domaren att bli piga åt borgmästarens fru, Ms. Millie. Efter att ha inte sett sina barn på åtta år får Sofia vara med sin familj under jul av Ms. Millie. Sofia får träffar familjen men Ms. Millie återkallar sitt erbjudande efter att ha fått panik när hon försökte lämna gården och inte kunnat få i rätt växel i bilen.
Shug återvänder till Celie och Misters hem med sin nya man, Grady. Grady och Mister super sig fulla och då kollar Shug brevlådan. Hon hittar ett brev från Celies syster i Afrika. Shug ger Celie brevet från Nettie, som berättar att hon arbetar för paret som adopterade Celies barn. Celie och Shug inser att Mister har gömt Netties brev från Celie. Medan han och Grady är ute och dricker genomsöker Shug och Celie huset och hittar ett gömt fack under golvbrädorna som innehåller buntar av Netties olästa brev.
Uppslukad av att läsa breven, hör inte Celie när Misters uppmanar att raka honom, och han slår henne. Celie försöker döda Mister med sin rakhyvel, men Shug stoppar henne. Vid en familjesammankomst säger Celie äntligen emot Mister och hans år av misshandel, till Shugs förtjusning. Den här kämpaglöden tar också tillbaka Sofias gamla jag och får Harpos nya flickvän, Squeak, att också stå upp för sig själv. Shug och Grady kör iväg och tar Celie och Squeak med sig.
Flera år senare återförenas Shug med sin pappa (som är pastor) efter år av att de inte pratat med varandra på grund av den livsväg hon valde. Mister är en gammal, ensam man, fast i missbruk, som har låtit sitt hem och sin gård förfalla, och Harpo har gottgjort sig med Sofia; de driver nu baren tillsammans, och Shug uppträder fortfarande där. Efter Celies pappas bortgång får hon äntligen veta av Netties brev att han trots allt inte var deras biologiska far. När deras mamma gick bort, ärvdes "hans" egendom lagligt av Celie och Nettie. Så hon får hemmet och butiken som hade tillhört hennes biologiska far.
Celie börjar driva en skräddarbutik. Mister får ett brev från Nettie adresserat till Celie, tar pengar från sitt hemliga förråd och ordnar så att Nettie, hennes man och Celies barn återvänder till USA från Afrika, där de har bott. Celie återförenas med Nettie och den förstnämndes barn, och de två systrarna sammanstrålar med handklappsleken från deras barndom.

## Om filmen
Filmen är baserad på romanen med samma titel författad av Alice Walker. Boken vann Pulitzerpriset. Filmen nominerades till 11 Oscars men det årets storvinnare blev istället Mitt Afrika. Filmen spelade sammanlagt in över 142 miljoner amerikanska dollar.
Det var också debutfilmen för Oprah Winfrey, som nominerades till en Oscar (bästa biroll) för sin prestation.
Musikproducenten Quincy Jones har komponerat filmmusiken med hjälp av, bland andra, Andraé Crouch.

## Rollista (urval)
- Danny Glover - Albert
- Whoopi Goldberg - Celie Johnson
- Margaret Avery - Shug Avery
- Oprah Winfrey - Sofia
- Willard E. Pugh - Harpo Johnson
- Akosua Busia - Nettie Harris
- Desreta Jackson - ung Celie Harris
- Adolph Caesar - gammal Mister Johnson
- Rae Dawn Chong - Squeak